# Dyrekcja Wiejska

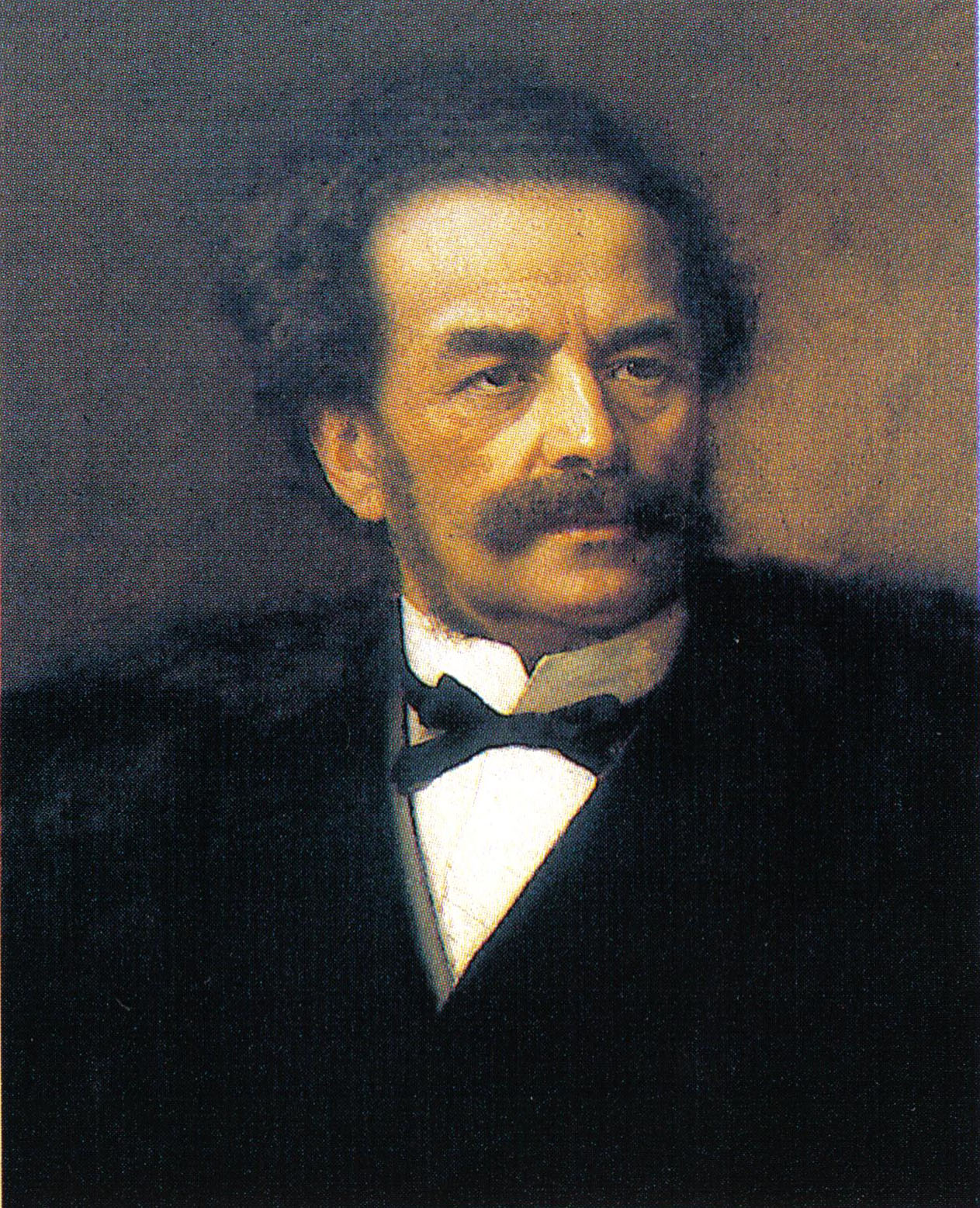
Leopold Stanisław Kronenberg

Dyrekcja Wiejska – organ koordynujący działalność polskiego stronnictwa „białych”. Powołany w styczniu 1862, istniał do marca 1863.

## Historia
Członkami Dyrekcji Wiejskiej byli m.in.: Władysław Zamoyski, Leopold Stanisław Kronenberg, Karol Ruprecht, Karol Majewski, Edward Jürgens, Tytus Wojciechowski, Aleksander Kurtz, Adam Goltz, Tadeusz Eydziatowicz.
Grupowała środowiska ziemiańskie, przedstawicieli finansjery bankowej i inteligencji miejskiej związanej z ruchem millenerów. Celem politycznym dyrekcji było powstrzymanie przedwczesnego jej zdaniem wybuchu powstania. Głosiła program pracy organicznej, w ramach koncesji rządowych poprzez krzewienie oświaty, rozwój gospodarki krajowej i stopniową polonizację administracji. Z zebranych subsydiów w wysokości ok. 200 000 rubli dyrekcja finansowała m.in. działalność emigracyjnego Hotelu Lambert.
Jesienią 1862 za przykładem Komitetu Centralnego Narodowego powołała mianowanych komisarzy wojewódzkich. Najwyższą władzą stronnictwa „białych” został odtąd zjazd wojewódzkich mężów zaufania, który wraz z członkami Dyrekcji Wiejskiej jako Ogólne Zebranie podejmował najważniejsze decyzje organizacyjne.
Zaprzestała działalności w marcu 1863, w związku z przystąpieniem „białych” do powstania styczniowego.